# Nova Mokošica
Nova Mokošica falu Horvátországban, Dubrovnik-Neretva megyében. Közigazgatásilag Dubrovnik községhez tartozik.

## Fekvése
A Dubrovnik városától légvonalban 3, közúton 8 km-re északkeletre a Dubrovniki tengermelléken, a Rijeka Dubrovačka északi partján, az Adria-parti főút felett, Mokošica és Prijevor között, a Srđ-hegy lejtőin fekszik.

## Története
A település nevét Mokošról a szláv mitológia ősi termékenységi istennőjéről, Perun feleségéről  kapta. A horvátok ősei a 7. században érkeztek Dalmáciába és csakhamar megalapították első településeiket. Ezek elsőként a termékeny mező melletti, ivóvízzel rendelkező helyeken alakultak ki. A mokošicai Urunk mennybemeneteléről elnevezett plébániát 1769-ben alapították az Ombla-patak torkolatánál. Mokošica akkor még eléggé kicsi település volt, mely a gazdag raguzaiak nyaralói körül alakult ki. A mai plébániatemplom helyén már a középkorban is azonos titulusú templom állt. Ez a templom akkoriban épült, amikor e terület ˝Terae novae˝ néven 1399-ben a Raguzai Köztársaság része lett. A plébániának két filiája volt, az egyik az Ombla bal partján fekvő Sustjepan, a másik pedig a feljebb fekvő Pobriježje - Petrovo Selo. A Raguzai Köztársaság bukása után 1806-ban Dalmáciával együtt ez a térség is a köztársaságot legyőző franciák uralma alá került, de Napóleon bukása után 1815-ben a berlini kongresszus Dalmáciával együtt a Habsburgoknak ítélte. 1918-ban az új szerb-horvát-szlovén állam, majd később Jugoszlávia része lett.
Nova Mokošica építése az 1980-as évek elején kezdődött, amikor az első emeletes házak felépültek. Azon a területen, amin ma Nova Mokošica házai állnak azelőtt olajfaültetvények, szőlők és mezők voltak. Nova Mokošica három építési fázisban épült. Az első fázis nagy számú emeletes ház építésével 1980-tól 2000-ig tartott. A második építési fázisban a "Naš Dom" három és négyemeletes házai épületek meg, míg a harmadik fázisban a "Male kućice" legfeljebb kétemeletes, négylakásos házai épültek meg. A negyedik fázis 2005-ben kezdődött a POS program lakásépítéseivel. Ezzel létrejött a település mai arculata.
A délszláv háború során 1991. október 1-jén kezdődött a jugoszláv hadsereg (JNA) támadása a Dubrovniki tengermellék ellen. A harcok tüzérségi támadással kezdődtek. A legkritikusabb nap október hetedike volt, amikor egy 120 milliméteres aknagránát az egyik óvóhely közvetlen közelében robbant megölve kilenc fiatal helyi lakost. Ez volt a legnagyobb együttes haláleset a háború során a dubrovniki térségben. A lakosság kisebb része (mintegy 1500 lakos, melynek a fele horvát volt) akkor is a településen maradt, amikor a jugoszláv hadsereg egységei, a montenegrói csapatok és a szerb szabadcsapatok betörtek a faluba. Itt az iskola épületében alakították ki a hadsereg parancsnokságát. Ennek a ténynek köszönhetően a település nagyobb része ezután megmenekült a fosztogatástól és rombolástól, de így is nagy károkat szenvedett. Sok épület homlokzatán még ma is láthatók a gránátok nyomai. A horvát hadsereg a slanoi felszabadító hadművelet során 1992. május 26-án verte ki a JNA egységeit a településről és környékéről. A háború után rögtön elkezdődött az újjáépítés, majd folytatódott az építés harmadik fázisa. 2005-ben megindult az ötödik építési fázis is. A településnek 2011-ben már 6016 lakosa volt, akik főként a közeli Dubrovnikban dolgoztak, illetve turizmussal, halászattal, hajóépítéssel foglalkoztak. A településen közintézmények, köztük az óvoda, az iskola, a posta, az orvosi rendelő mellett bank, étterem, néhány kávézó, üzlet és pékáru bolt található. Tervben van egy nagyobb kereskedelmi központ és egy templom építése is.

## Népesség
| Lakosság változása | Lakosság változása | Lakosság változása | Lakosság változása | Lakosság változása | Lakosság változása | Lakosság változása | Lakosság változása | Lakosság változása | Lakosság változása | Lakosság változása | Lakosság változása | Lakosság változása | Lakosság változása | Lakosság változása | Lakosság változása |
| ------------------ | ------------------ | ------------------ | ------------------ | ------------------ | ------------------ | ------------------ | ------------------ | ------------------ | ------------------ | ------------------ | ------------------ | ------------------ | ------------------ | ------------------ | ------------------ |
| 1857               | 1869               | 1880               | 1890               | 1900               | 1910               | 1921               | 1931               | 1948               | 1953               | 1961               | 1971               | 1981               | 1991               | 2001               | 2011               |
| 0                  | 0                  | 0                  | 0                  | 0                  | 0                  | 0                  | 0                  | 0                  | 0                  | 0                  | 0                  | 0                  | 0                  | 6.041              | 6.016              |

(1981-ben és 1991-ben lakosságát Dubrovnikhoz számították.)

## Gazdaság
A helyi lakosság legnagyobb része Dubrovnik városában dolgozik. A kereskedelem fejlődését a nagy üzletközpont építésével segítik elő. Főbb gazdasági ágak a kereskedelem és kisebb mértékben a turizmus. A település közelében Komolacon van az Adria egyik legszebb jachtkikötője a ACI Marina Dubrovnik, melyet kék zászlóval tüntettek ki. Az Ombla forrása közelében a fjordszerű Dubrovačka Rijeka végében elhelyezkedő kikötő a világ egyik legbiztonságosabb kikötője. A települést Dubrovnik városával az 1A jelű menetrendszerű autóbuszjárat köti össze.

## Oktatás
A településen alapiskola működik. A középiskolák Dubrovnik városában vannak.

## Sport
- OK Nova Mokošica női röplabdaklub
- A dubrovniki cselgáncsklub helyi tagozata
- ŽRK Dubrovnik kézilabdaklub

## Fordítás
Ez a szócikk részben vagy egészben  a   Nova Mokošica című horvát Wikipédia-szócikk ezen változatának fordításán alapul.  Az eredeti cikk szerkesztőit annak laptörténete sorolja fel. Ez a jelzés csupán a megfogalmazás eredetét és a szerzői jogokat jelzi, nem szolgál a cikkben szereplő információk forrásmegjelöléseként.